# Joachim Armbrust
Joachim Armbrust (* 14. Mai 1958 in Ludwigsburg) ist ein deutscher Sozialpädagoge und Autor.

## Leben
Joachim Armbrust wuchs in Ludwigsburg auf und studierte in Reutlingen an der Evangelischen Fachhochschule für Sozialwesen. Zunächst arbeitete er acht Jahre an der Erziehungs- und Familienberatungsstelle des Caritasverbandes in Waiblingen. Anschließend war er Sexualpädagoge bei Pro Familia in Schwäbisch Hall und bei der Konzeption von deren Projekt Sextra Onlineberatung auf Landesebene beteiligt. Danach war er sieben Jahre Beauftragter für Suchtprophylaxe im Hohenlohekreis und später Projektkoordinator der Online-Beratungsplattform bei der Bundeskonferenz für Erziehungsberatung.

## Auszeichnungen
- 2001: (mit Dieter Hofmeister, für Jugendline): wdv-Gruppe Oskar-Kuhn-Preis ihrer Bleib Gesund-Stiftung[1]
- 2001: HanseMerkur Versicherungsgruppe Anerkennungspreis für Kinderschutz[2]
- 2001: (als Mitarbeiter des Vereins Jugendline): Kurt-Senne-Preis des Kreisjugendrings Esslingen[3]

## Veröffentlichungen
- Streit unter Geschwistern: So lösen Eltern erfolgreich Konflikte. Urania Verlag, Stuttgart 2007, ISBN 978-3-332-01937-7. Neuauflage: Geschwisterstreit: Konfliktstrategien für Eltern. Urania Verlag, Freiburg 2012, ISBN 978-3-451-66020-7.
- Kinder bewältigen ihre Angst: So können Eltern helfen. Urania Verlag, Stuttgart 2008, ISBN 978-3-7831-6082-6. Neuauflage: Warum Kinder Ängste haben – Kinderängste verstehen und bewältigen helfen. Urania Verlag, Freiburg 2013, ISBN 978-3-451-66024-5.
- (mit Jasmin Hasslinger): Kinderängste bewältigen: Wie Erzieher/innen Kinder stärken können. Bildungsverlag EINS, Troisdorf 2010, ISBN 978-3-427-50482-5.
- Jugendliche begleiten: Was Pädagogen wissen sollten. Vandenhoeck & Ruprecht, Göttingen 2011, ISBN 978-3-525-70121-8.
- (mit Jasmin Hasslinger): Ängste erleben – Ängste bestehen: Aktivitäten zur Angstbewältigung. Bildungsverlag EINS, Köln 2012, ISBN 978-3-427-50536-5.
- (mit Melina Savvidis und Verena Schock): Konfliktfelder in der Kita. Vandenhoeck & Ruprecht, Göttingen 2012, ISBN 978-3-525-70141-6.
- (mit Siegbert Kießler-Wisbar und Wolfgang Schmalzried): Konfliktmanagement in der Kita – Verständigungsprozesse im Team gestalten. Carl Link Verlag, Köln 2013, ISBN 978-3-556-06359-0.
- (mit Gudrun Noll): Besser leiten mit Vertrauen – Die Kita-Leitung als verlässliche Größe für Kinder, Eltern und Team. Carl Link Verlag, Köln 2016, ISBN 978-3-556-06963-9.